# رنج‌روور کلاسیک

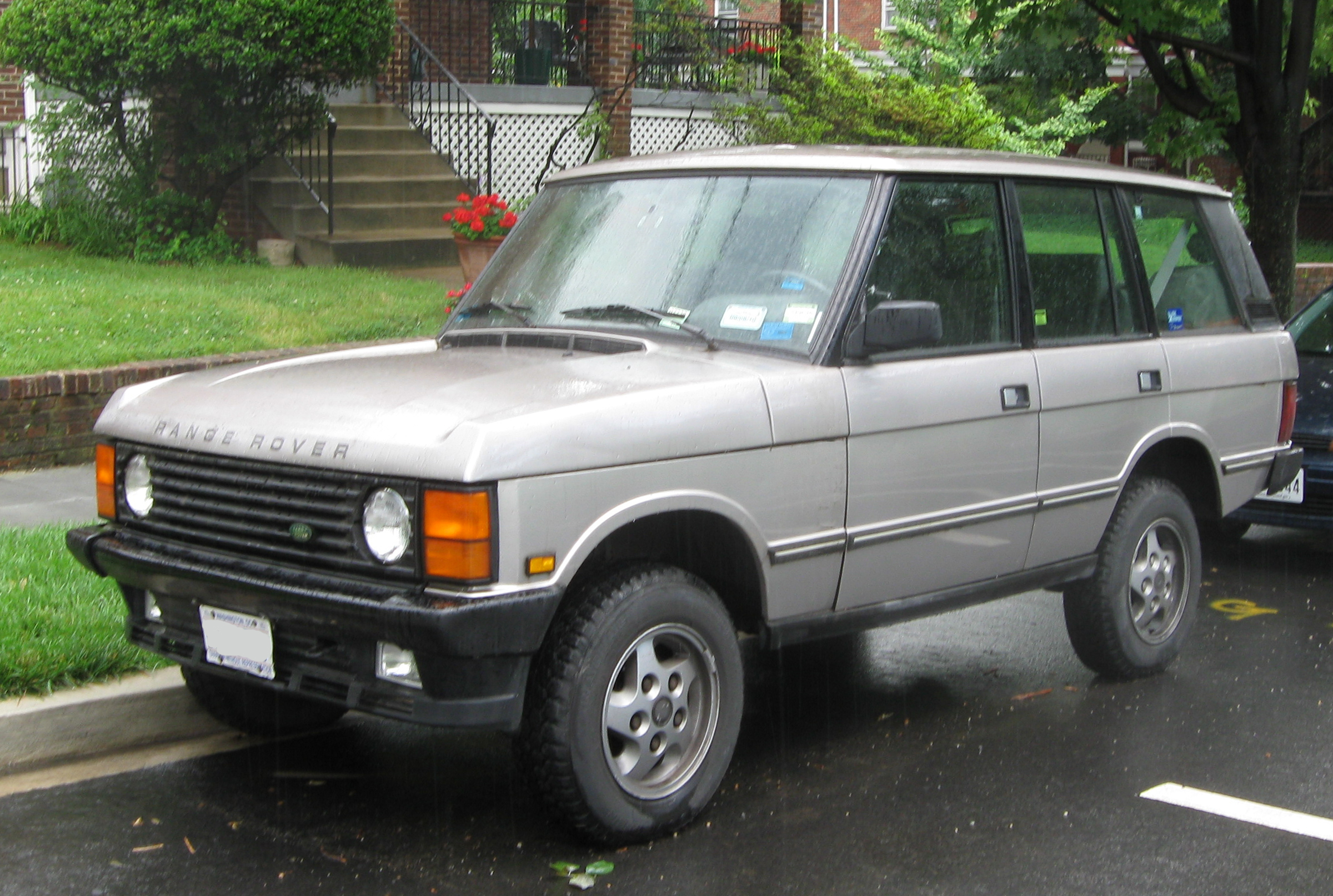

رنج‌روور کلاسیک (Range Rover Classic) خودرویی است که در سال‌های ۱۹۷۰–۱۹۹۶تولید شده‌است. عرض آن در حالت طبیعی ۱٬۷۸۰ میلیمتر (۷۰٫۱ اینچ) و ارتفاع آن در حالت طبیعی ۱٬۸۰۰ میلیمتر (۷۰٫۹ اینچ) است. سیستم جعبه‌دندهٔ آن ۴ دنده به دو صورت خودکار و دستی است.